# Resolución 1504 del Consejo de Seguridad de las Naciones Unidas
La resolución 1504 del Consejo de Seguridad de las Naciones Unidas, adoptada por unanimidad el 4 de septiembre de 2003, después de reafirmar la resolución 1503 (2003) y observar con beneplácito intención expresada por el Secretario General de proponer la candidatura de Carla Del Ponte, el Consejo nombra a la Sra. Carla Del Ponte fiscal del Tribunal Internacional para la ex Yugoslavia, con efecto a partir del 15 de septiembre de 2003, por un período de cuatro años.